# Долно Круше
Долно Круше или Долно Крушие (среща се и днес неправилното изписване Долно Крушье, на македонска литературна норма: Долно Крушје) е село в Северна Македония. То се намира в община Брод (Македонски Брод). Според преброяването от 2002 година в селото живеят 23 жители македонци.

## География
Селото се намира в областта Поречие в източните склонове на планината Добра вода.

## История
През XIX век Долно Круше е село в Поречка нахия на Кичевска каза в Османската империя. В „Етнография на вилаетите Адрианопол, Монастир и Салоника“, издадена в Константинопол през 1878 година и отразяваща статистиката на населението от 1873 година, Круше (Горно и Долно) е посочено като село с 31 домакинства и 128 жители българи.
Според статистиката на Васил Кънчов („Македония. Етнография и статистика“) от 1900 година Крушье (Горно и Долно) е населявано от 512 жители българи християни.
На Етнографската карта на Битолския вилает на Картографския институт в София от 1901 година Круше е чисто българско село в Кичевската каза на Битолския санджак с 80 къщи.
В началото на XX век цялото село е сърбоманско. Според митрополит Поликарп Дебърски и Велешки в 1904 година в Круше има 79 сръбски къщи. По данни на секретаря на Българската екзархия Димитър Мишев („La Macédoine et sa Population Chrétienne“) през 1905 година в Крушие (Горно и Долно) има 560 българи патриаршисти сърбомани и в селото функционира сръбско училище.
Църквата „Свети Никола“ („Света Богородица“) е построена през 1902 година.
След Междусъюзническата война през 1913 година селото попада в границите на Сърбия.
На етническата си карта на Северозападна Македония през 1929 година Афанасий Селишчев отбелязва Долно Крушье като българско село.
През 1935 година е изграден манастирът „Свети Илия“.

## Личности
Родени в Долно Круше
- Антон Михайлов (Антониjе Михаjловић), четник в първата поречка сърбоманска чета през март 1904 г., от Горно или Долно Круше[8]
- дякон Софроний, свещеник от Горно или Долно Круше, деец на сръбската пропаганда в 1911 година, с месечна сръбска заплата три лири[9]
- Спасе Гроздан, мухтар, българин, православен, арестуван преди април 1904 година, обвинен в „даване на убежище на българските разбойници“, осъден от Извънредния съд, лежал в Битолския затвор, амнистиран с общата амнистия от 12 април 1904 година, от Долно и Горно Круше[10]